# Armoiries de l'Équateur

Armoiries de l'Équateur.

L'actuel blason de l'Équateur fut adopté par le Congrès équatorien en 1900, durant la presidence du général Eloy Alfaro.
C'est un blason de forme ovale. Dans la partie supérieure, on peut voir un soleil au centre d'un zodiaque ; on peut y voir les signes du Bélier, du Taureau, des Gémeaux et du Cancer. Ces signes font référence aux mois historiques de mars, avril, mai et juin, qui correspondent à la lutte entre les Équatoriens et le general Flores, qui accéda au pouvoir par la force. Depuis les neiges du Chimborazo, le fleuve Guayas symbolise la fraternité entre les Équatoriens.
Un bateau à vapeur flotte sur la partie supérieure du fleuve. Il fait allusion au premier bateau à vapeur construit sur la côte pacifique, sur les chantiers de Guayaquil, en 1831. Il a pour mât un caducée, symbole de la navigation et du commerce.
Le blason repose sur la hache et les faisceaux des licteurs de la République romaine, emblèmes de l'autorité républicaine. Il est entouré de quatre drapeaux nationaux abritant deux rameaux, un de palmier, qui symbolise la gloire, et l'autre de laurier, qui représente le triomphe.
Au-dessus du blason se dresse un condor des Andes, avec ses ailes ouvertes, prêt à se lancer sur l'ennemi ; il symbolise le pouvoir, la grandeur et la valeur des Équatoriens.
|                             |                 |                 |           |           |           |              |
| Province Libre de Guayaquil | Grande Colombie | Grande Colombie | Équateur  | Équateur  | Équateur  | Équateur     |
| 1820                        | 1821–1830       | 1830–1835       | 1835–1843 | 1843–1845 | 1845–1860 | 1860–présent |